# Zmražená pojistka
Zmražená pojistka (v anglickém originále The Big White) je kanadsko-novozélandská filmová komedie z roku 2005. Režisérem filmu je Mark Mylod. Hlavní role ve filmu ztvárnili Robin Williams, Holly Hunter, Giovanni Ribisi, Alison Lohman a Tim Blake Nelson.

## Obsazení
| Robin Williams   | Paul Barnell     |
| Holly Hunter     | Margaret Barnell |
| Giovanni Ribisi  | Ted Watters      |
| Alison Lohman    | Tiffany          |
| Tim Blake Nelson | Gary             |
| Woody Harrelson  | Raymond Barnell  |
| Billy Merasty    | Cam              |
| Earl W. Brown    | Jimbo            |